# Khalida Inayat Noor

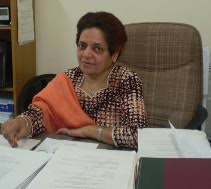
Khalida Inayat Noor

Khalida Inayat Noor (* 19. August 1946 in Rawalpindi, Punjab, Pakistan) ist eine pakistanische Mathematikerin und Hochschullehrerin. Sie ist Professorin am Department of Mathematical Sciences des College of Science der United Arab Emirates University.

## Leben und Werk
Noor studierte an der University of the Punjab in Lahore, wo sie 1965 den Bachelor of Science und 1967 den Master of Science erwarb. 1968 erhielt sie ihren Master of Philosophy in Mathematik an der University of Islamabad mit der Arbeit: Singularities oftthe systems oft Two Differential Equations. Sie promovierte dann 1972 an der Swansea University in Wales bei Derek Keith Thomas mit der Dissertation: On Close-to-Convex and Related Functions.
Anschließend forschte sie bis 1974 als Assistenzprofessorin an der Universität Schiras im Iran. Nach einem Jahr als stellvertretende Direktorin und Leiterin der Statistikabteilung der Landwirtschaftlichen Entwicklungsbank von Pakistan in Islamabad war sie bis 1978 an der Jundi-Shapur-Universität, Ahwaz, Iran tätig. Dann arbeitete sie bis 1980 als außerordentliche Professorin an der Shahid Bahonar University of Kerman im Iran und bis 1981 an der Islamia University of Bahawalpur in Pakistan.
In Riad forschte sie als Associate Professor am Science College of Girls Education und von 1991 bis 1999 als Professorin an der König-Saud-Universität. Nach einem Gastprofessoren-Aufenthalt bis 2002 an der Dalhousie University in Halifax (Nova Scotia) in Kanada war sie dann bis August 2005 als Professorin an der United Arab Emirates University in Al-Ain tätig. Von 2005 bis 2010 forschte sie als Professorin am COMSATS Institut für Informationstechnologie in Islamabad und dann wieder an der United Arab Emirates University.
Sie wurde 2012 vom Präsidenten Pakistans mit dem Presidential Award for Pride of Performance ausgezeichnet. Sie erhielt außerdem Forschungs- und Lehrpreise von verschiedenen Universitäten, so die CIMI-Medaille für Innovation, den HEC-Preis für die beste Forschung, die Top Research Awards in Mathematics des  COMSATS Institute of Information Technology (CIIT) in Mathematical Sciences.
Sie forscht in den Gebieten Funktionentheorie, geometrische Funktionentheorie, Anwendungen der Funktionsanalyse in der Optimierung, Operations Research, medizinische Bildgebung, Finanzmathematik, Nash-Gleichgewicht und Ökonomie. Sie stellte das Konzept eines neuen Integraloperators vor, der als Noor-Integraloperator bezeichnet wird.
Sie ist Mitglied des Editorial Boards mehrerer renommierter internationaler Fachzeitschriften für Mathematik und Ingenieurwissenschaften. Sie veröffentlichte mehr als 600 Forschungsarbeiten in führenden wissenschaftlichen Fachzeitschriften.
Am 11. November 2023 betrug ihr h-Index bei Google Scholar 52.

## Mitgliedschaften
- Fellow des Institute of Mathematics and Applications, England
- Punjab Mathematical Society
- American Mathematical Society, USA
- Institute of Biographical Association, England

## Veröffentlichungen (Auswahl)
- mit Yu-ming Chu, Muhammad Uzair Awan, Sadia Talib, Muhammad Aslam Noor: Fractional quantum analogues of trapezoid like inequalities. Journal of Mathematical Inequalities no. 1, 2023, S. 31–47.